# Sumit Kumar
Sumit Malik Kumar (ur. 9 stycznia 1993) – indyjski zapaśnik walczący w stylu wolnym. Zajął piąte miejsce na mistrzostwach świata w 2018 roku. 
Dziewiąty w indywidualnym Pucharze Świata w 2020. Piąty na igrzyskach azjatyckich w 2018 i trzynasty w 2022. Srebrny medalista mistrzostw Azji w 2017 i brązowy w 2019.
Triumfator igrzysk Wspólnoty Narodów w 2018. Srebrny medalista mistrzostw Wspólnoty Narodów w 2017. Triumfator igrzysk Azji Południowej w 2019. Mistrz Azji juniorów w 2013 roku i 2015.
W roku 2018 został laureatem nagrody Arjuna Award.